# Nemenčinės apylinkės
Nemenčinės apylinkės este o arie protejată (sit de importanță comunitară — SCI) din Lituania întinsă pe o suprafață de 1.434,44 ha, integral pe uscat.

## Localizare
Centrul sitului Nemenčinės apylinkės este situat la coordonatele 54°50′09″N 25°23′23″E / 54.8359°N 25.3897°E.

## Înființare
Situl Nemenčinės apylinkės a fost declarat sit de importanță comunitară în noiembrie 2022 pentru a proteja un număr necunoscut de specii din flora spontană și fauna sălbatică aflate în arealul zonei.

## Biodiversitate
Situată în ecoregiunea boreală, aria protejată conține 1 habitat natural: Taiga vestică.
La baza desemnării sitului se află un număr nedeclarat de specii protejate.
Pe lângă speciile protejate, pe teritoriul sitului au mai fost identificate 1 specie de păsări.